# Santa Fé do Araguaia
Santa Fé do Araguaia is een gemeente in de Braziliaanse deelstaat Tocantins gelegen aan de benedenloop van de Araguaia. De gemeente telt 5.795 inwoners (schatting 2009).